# Кіктєв Сергій Петрович
Сергій Петрович Кіктєв (нар. 1915 — пом. 1980, Москва) — радянський дипломат; надзвичайний і повноважний посол.

## Біографія
Народився у 1915 році. Член ВКП(б). На дипломатичній роботі з 1945 року. Протягом 1945—1947 років працював у апараті Народного комісаріату/Міністерства закордонних справ СРСР; у 1947—1949 роках — у Посольстві СРСР у Туреччині; у 1949—1951 роках — 1-й секретар Місії СРСР в Єгипті; у 1951—1954 роках — радник Місії, а згодом Посольства СРСР у Єгипті; з 1954 року по грудень 1955 року — заступник завідувача Відділу країн Близького та Середнього Сходу Міністерства закордонних справ СРСР.
З 17 грудня 1955 року по 10 липня 1961 року — посланець, а з 1956 року надзвичайний та повноважний посол СРСР у Лівані; з липня 1961 року по 1963 рік — заступник завідувача Відділу країн Близького Сходу Міністерства закордонних справ СРСР; з 1963 року по листопад 1969 року — завідувач Відділу країн Середнього Сходу Міністерства закордонних справ СРСР; з 11 листопада 1969 року по 3 жовтня 1972 року — надзвичайний та повноважний посол СРСР в Афганістані; з 25 жовтня 1972 року по 26 грудня 1973 року — надзвичайний та повноважний посол СРСР у Марокко; з грудня 1973 року по 1976 рік — в апараті Міністерства закордонних справ СРСР. З 1976 року у відставці. Помер в Москві у 1980 році.